# Steven Lenhart
Steven Lenhart (* 28. August 1986 in Jacksonville) ist ein ehemaliger US-amerikanischer Fußballspieler, der meist als Stürmer eingesetzt wurde. Er stand zuletzt bei FC Imabari unter Vertrag.

## Karriere

### Jugend und Amateurfußball
Lenhart wuchs in Yorba Linda in Kalifornien auf. Dort ging er auf die Esperanza High School. Nachdem Lenhart dort seinen Abschluss machte, ging er auf für ein Jahr auf die Point Loma Nazarene University und wechselte danach für seine restliche Collegezeit auf die Azusa Pacific University. Für die Fußballmannschaft der Azusa Pacific University absolvierte er in drei Jahren 61 Spiele und erzielte dabei 38 Tore und bereitete noch zwölf weitere vor. In seinem Abschlussjahr wurde Lenhart außerdem noch als MVP der 2007 NAIA Saison ausgezeichnet, in der maßgeblich am Titelgewinn seiner Universität beteiligt war. Während seiner Zeit am College spielte er noch in der Premier Development League für die Southern California Seahorses.

### Vereinskarriere
Lenhart wurde am 18. Januar 2008 als sechster Pick in der vierten Runde (48. insgesamt) im MLS SuperDraft 2008 von der Columbus Crew gewählt. Sein Pflichtspieldebüt absolvierte er am 31. Mai 2008 gegen CD Chivas USA. Sein erstes Tor in der Major League Soccer erzielte er am 21. Juni 2008 gegen Los Angeles Galaxy. Am Ende seiner ersten Profisaison gewann Lenhart mit der Columbus Crew den MLS Cup. In den beiden darauffolgenden Jahren entwickelte sich Lenhart zu einem wichtigen Spieler für die Columbus Crew, mit der er auch in der CONCACAF Champions League erfolgreich war.
Trotz seiner Rolle in der Mannschaft wurde Lenhart und eine unbekannte Ablösesumme gegen den 15. Pick in der ersten Runde des MLS SuperDraft 2011 der San José Earthquakes getauscht. Dort verlängerte er seinen Vertrag am 30. November 2011.
Aufgrund schwerer Knieverletzungen absolvierte er ab der Saisonhälfte 2014 kein Spiel mehr für San Jose.
Am 27. Januar 2017 gab der japanische Viertligist FC Imabari die Verpflichtung Lenharts bekannt. Nach nur vier Monaten und vier Spielen musste Lenhart seine Karriere jedoch aufgrund Nachwirkungen mehrerer Gehirnerschütterungen beenden.

## Privates
Als Lenharts Vater 2011 verstarb, nahm er sich eine Auszeit vom Profisport und wurde von den Earthquakes vorübergehend freigestellt. Lenhart hat eine Schwester, die mit Adam Moffat verheiratet ist. Dieser spielte zusammen mit Lenhart in Columbus.

## Erfolge

### Columbus Crew
- Major League Soccer MLS Cup (1): 2008
- Major League Soccer Supporter's Shield (2): 2008,  2009

### San José Earthquakes
- Major League Soccer Supporter's Shield (1): 2012